# Bristol Myers Squibb
Bristol-Myers Squibb Company (BMS) er en amerikansk multinational lægemiddelvirksomhed, indenfor farmakologi og bioteknologi.